# Burgruine Federaun
Die Burgruine Federaun liegt südwestlich von Villach auf einem Westausläufer der Graschelitzen mit steilen Felsabbrüchen.

## Lage
Die ehemalige bambergische Befestigung befindet sich direkt oberhalb der historisch wichtigen Fernverkehrsstraße Villach–Tarvis, die unterhalb des Burgfelsens die Gail überquert. Zur Festung gehört auch ein Brücken-Wachturm auf einem Felsen über dem Fluss, der zur Sperre der Straße diente und später zum Wohnturm ausgebaut wurde (Lage). Der urkundlich zweite erwähnte Turm bei Federaun konnte nicht lokalisiert werden. Die Burg ist sowohl von Osten aus über Warmbad/Graschelitzen durch einen teilweise steinigen und steilen Pfad erreichbar, als auch von Westen von Oberfederaun.

## Geschichte
Die älteste urkundliche Erwähnung von Federaun stammt aus dem Jahr 1311. Mitte des 13. Jahrhunderts eroberte Rudolf von Ras (aus Rosegg im Rosental, siehe auch Herren von Ras) die Burg und nutzte sie als Stützpunkt für seine Raubüberfälle auf die vorbeiziehenden Handelstransporte von und nach Italien. 1255 machte Bischof Heinrich von Bamberg diesem Treiben ein Ende und vertrieb den Raubritter.
Der Verfall der Burg Federaun dürfte schon vor dem 17. Jahrhundert eingesetzt haben.

## Anlage
Von der Hauptburg mit östlich vorgelagertem mächtigen Vorwerk sind nur mehr geringe Reste erhalten. Die Hauptburg aus dem späten 12. Jahrhundert befindet sich am westlichen Teil des Höhenrückens. Die Burganlage wurde später immer wieder nach Osten erweitert. Das Ergebnis dieser Anbauten ist eine ungewöhnlich große Anlage mit zwei großen Vorburg-Anlagen. Bemerkenswert ist aber die schön gemauerte konische Zisterne im Burghof. Auch ein zeitlich nicht näher bestimmtes Gewölbe ist noch im guten Zustand. Am östlichen Ende ist die Burg durch einen tiefen Halsgraben gesichert.

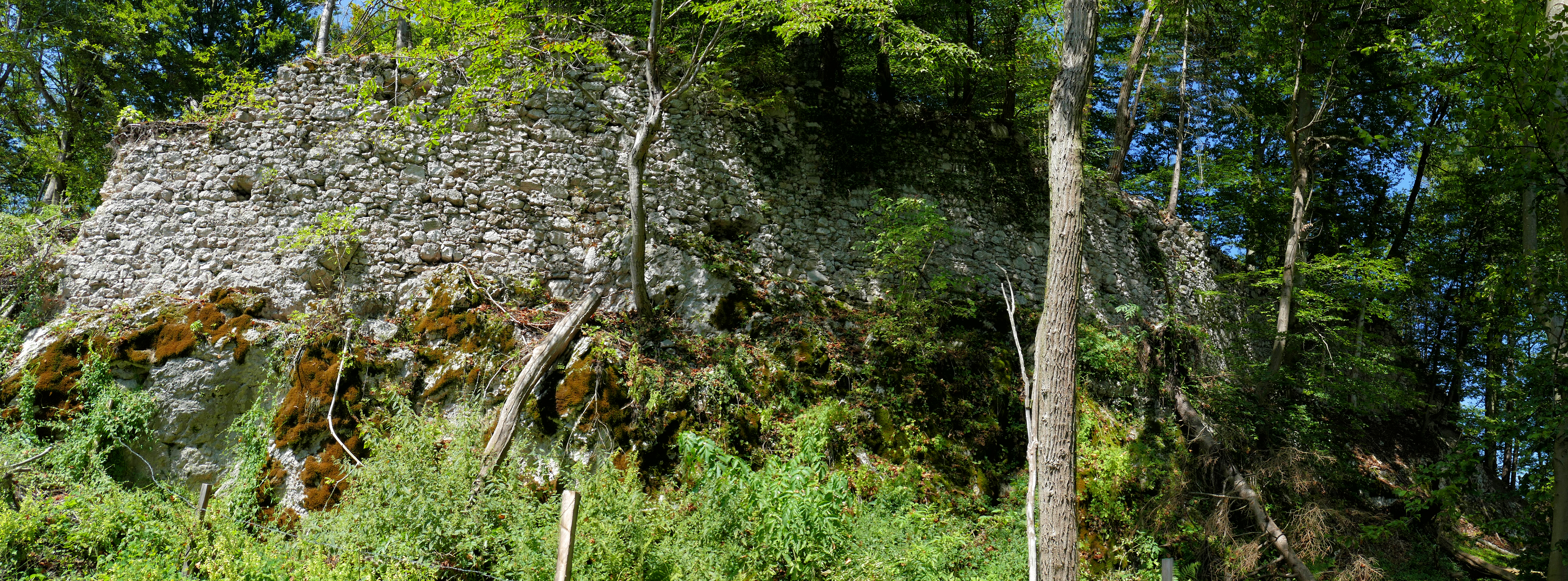
Panorama Hauptburg August 2023
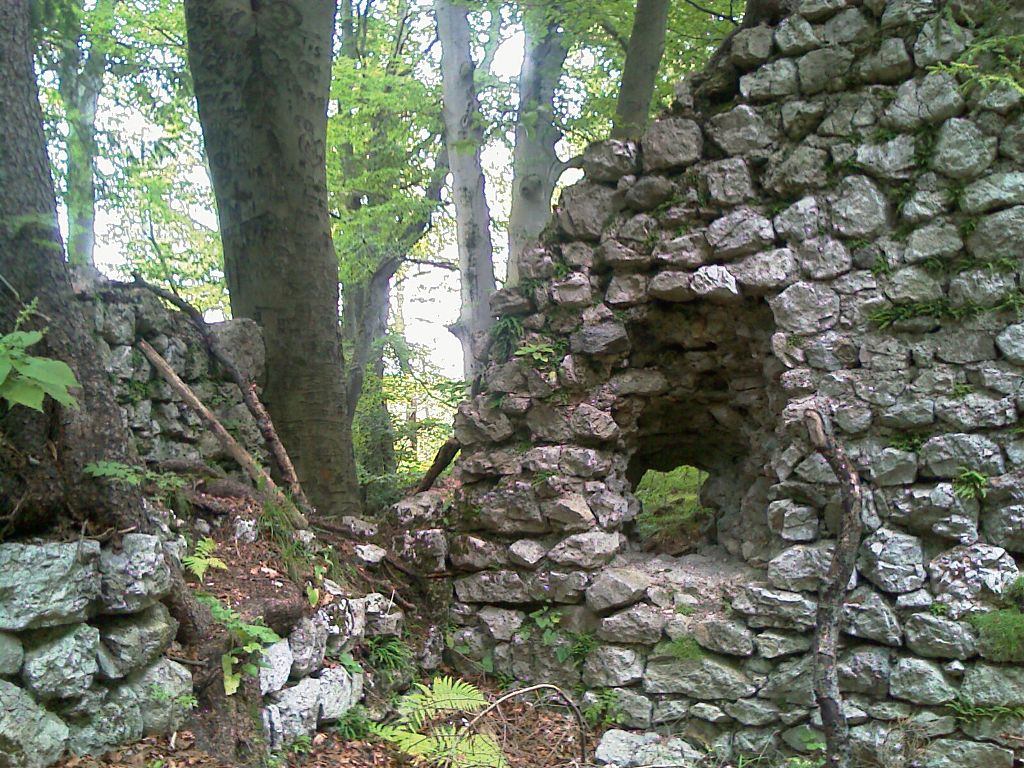
Mauerwerk aus Hauptburg
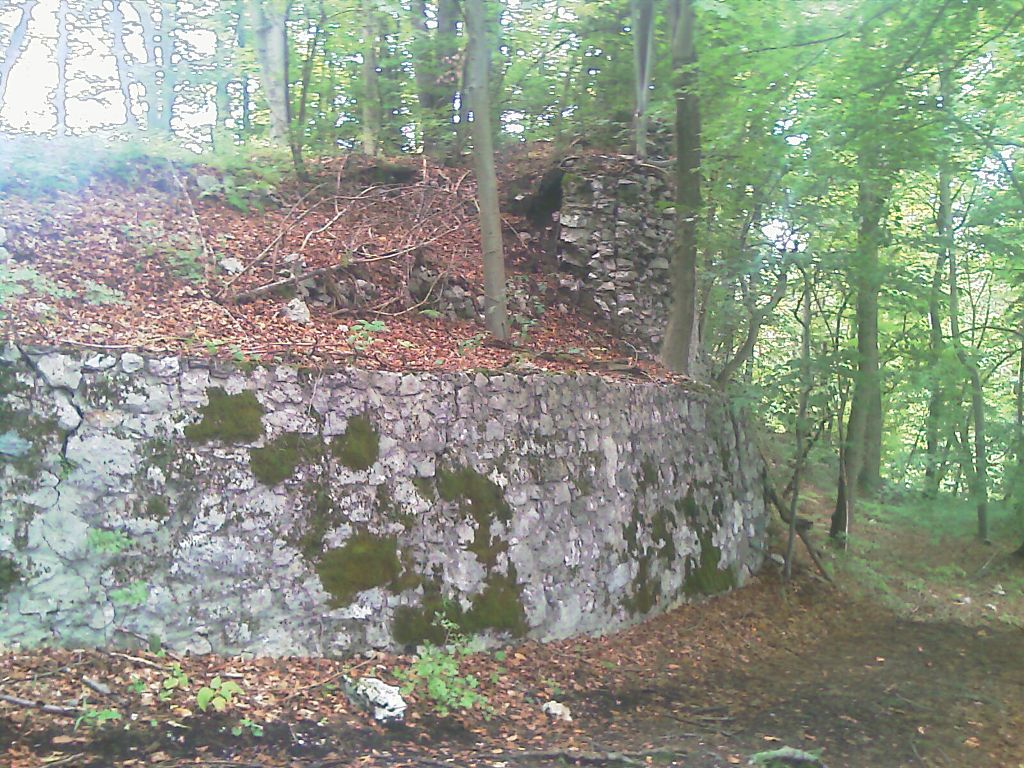
Mauerwerk in der ersten Vorburg
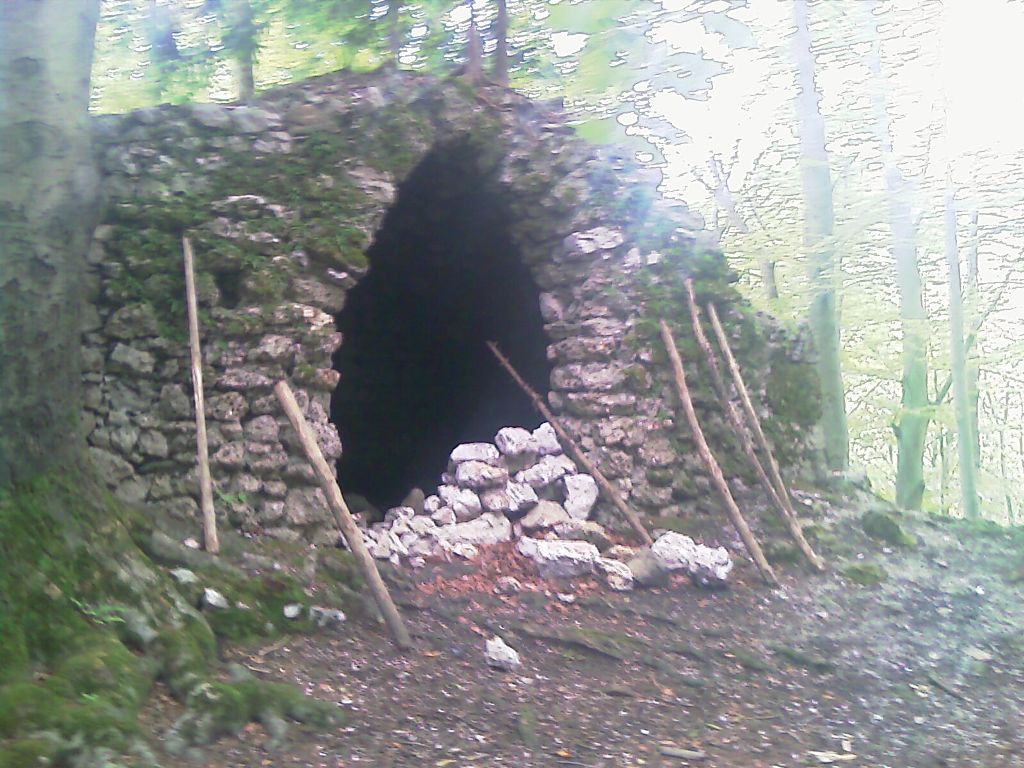
Gewölbe
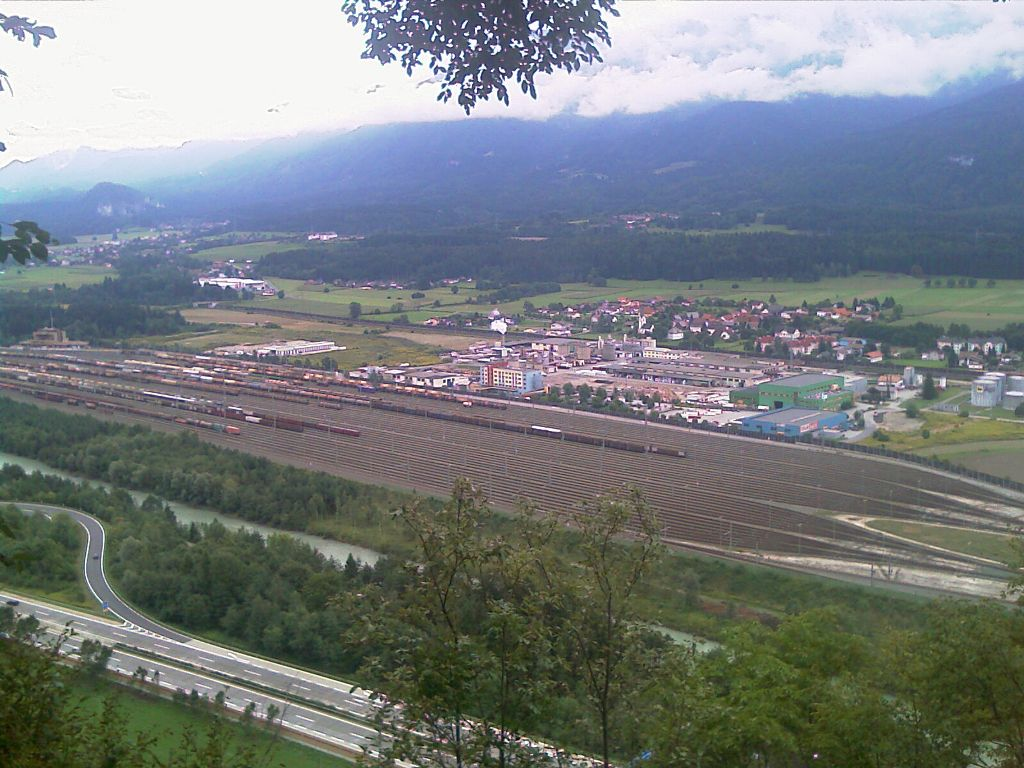
Blick von der Burg auf den Verschiebebahnhof Fürnitz